# Recchia boliviana
Recchia boliviana är en skalbaggsart som beskrevs av Martins och Maria Helena M. Galileo 1998. Recchia boliviana ingår i släktet Recchia och familjen långhorningar. Inga underarter finns listade i Catalogue of Life.